# Idrissa Seck

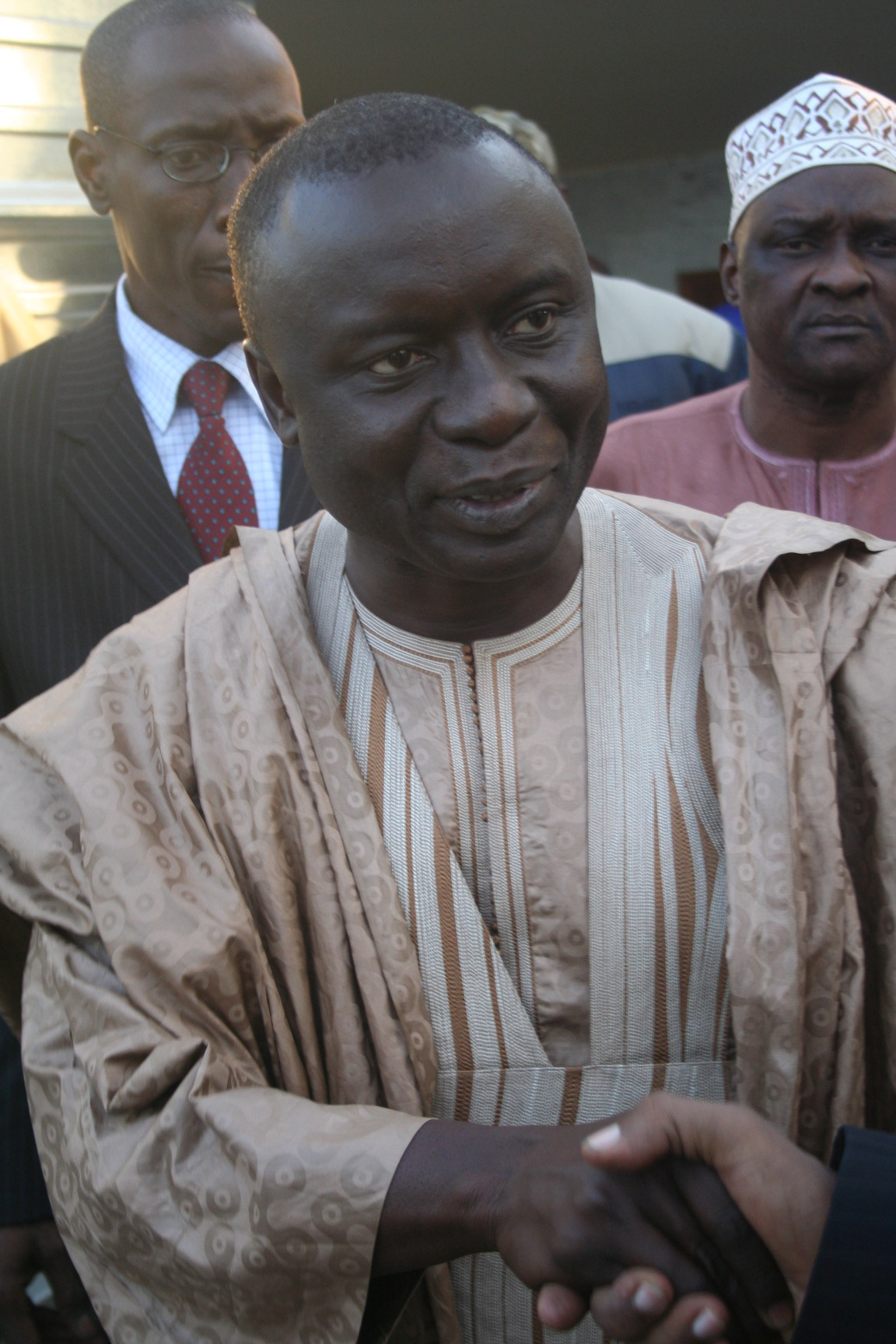
Idrissa Seck in 2008

Idrissa Seck (Thiès, 9 augustus 1960) is een
Senegalees politicus. Van november 2002 tot april 2004 was hij premier van Senegal.
Seck werd op 15-jarige leeftijd lid van de Senegalese Democratische Partij PDS. Hij studeerde in Parijs en aan de Princeton-universiteit. Hij werd beschouwd als een beschermeling van president Abdoulaye Wade die hem in 2004 tot premier benoemde, maar in 2004 ontsloeg. Seck werd van corruptie en het bedreigen van de staatsveiligheid beschuldigd en werd uit de PDS gezet. Tot een proces kwam het niet.
Seck was een van de vijftien presidentskandidaten in de verkiezingen van 2007 waarbij Wade tot president werd herkozen.